# Боківська волость (Ананьївський повіт)
Боківська волость — адміністративно-територіальна одиниця Ананьївського повіту Херсонської губернії.
Станом на 1886 рік складалася з 5 поселень, 5 сільських громад. Населення — 3302 осіб (1720 чоловічої статі та 1582 — жіночої), 267 дворових господарства.
|                     | Площа, десятин | У тому числі орної, десятин |
| ------------------- | -------------- | --------------------------- |
| Сільських громад    | 2320           | 1490                        |
| Приватної власності | 14097          | 4065                        |
| Іншої власності     | 120            | 120                         |
| Загалом             | 16537          | 5675                        |

Поселення волості:
- Бокове — містечко при річці Меланка за 108 верст від повітового міста, 651 особа, 108 дворів, православна церква, єврейський молитовний будинок, лавка.
- Петрівка — колишнє власницьке село, 230 осіб, 45 дворів, паровий млин.